# Bình Trị Thiên
Bình Trị Thiên là một tỉnh cũ thuộc vùng Bắc Trung Bộ, Việt Nam.

## Địa lý
Tỉnh Bình Trị Thiên có vị trí địa lý:
- Phía đông giáp Biển Đông
- Phía tây giáp Lào
- Phía nam giáp tỉnh Quảng Nam – Đà Nẵng
- Phía bắc giáp tỉnh Nghệ Tĩnh.

| Dân số tỉnh Bình Trị Thiên qua các năm | Dân số tỉnh Bình Trị Thiên qua các năm | Dân số tỉnh Bình Trị Thiên qua các năm |
| Năm                                    | Diện tích (km²)                        | Dân số (người)                         |
| -------------------------------------- | -------------------------------------- | -------------------------------------- |
| 1979                                   | 18.340                                 | 1.851.600                              |
| 1981                                   | 18.340                                 | 1.941.000                              |
| 1984                                   | 18.340                                 | 2.020.500                              |

## Hành chính
Tỉnh Bình Trị Thiên có 14 đơn vị hành chính cấp huyện, bao gồm thành phố Huế (tỉnh lỵ), 2 thị xã: Đông Hà, Đồng Hới và 11 huyện: A Lưới, Bến Hải, Bố Trạch, Hương Điền, Hương Phú, Hướng Hóa, Lệ Ninh, Phú Lộc, Quảng Trạch, Triệu Hải, Tuyên Hóa.

## Lịch sử
Ngày 20 tháng 9 năm 1975, Bộ Chính trị ban hành Nghị quyết số 245-NQ/TW về việc hợp nhất tỉnh Quảng Bình, Quảng Trị, Thừa Thiên và khu vực Vĩnh Linh thành một tỉnh, tên gọi tỉnh mới cùng với nơi đặt tỉnh lỵ sẽ do địa phương đề nghị lên.
Ngày 24 tháng 2 năm 1976, Chính phủ Cách mạng lâm thời Cộng hòa miền Nam Việt Nam ban hành Nghị định số 3/NQ/1976 về việc hợp nhất tỉnh Quảng Bình, Quảng Trị, Thừa Thiên và thành phố Huế thành một tỉnh, lấy tên là tỉnh Bình Trị Thiên.
Tỉnh Bình Trị Thiên có 23 đơn vị hành chính bao gồm: thành phố Huế (tỉnh lỵ), 2 thị xã Đông Hà, Đồng Hới và 20 huyện: A Lưới, Bố Trạch, Cam Lộ, Gio Linh, Hải Lăng, Hướng Hóa, Hương Thủy, Hương Trà, Lệ Thủy, Minh Hóa, Nam Đông, Phong Điền, Phú Lộc, Phú Vang, Quảng Điền, Quảng Ninh, Quảng Trạch, Triệu Phong, Tuyên Hóa, Vĩnh Linh.
Ngày 11 tháng 3 năm 1977, Hội đồng Chính phủ ban hành Quyết định số 62-CP về việc:
- Sáp nhập huyện Nam Đông và 2 xã: Vinh Xuân, Vinh Thanh của huyện Phú Vang vào huyện Phú Lộc.
- Hợp nhất hai huyện Phú Vang (trừ 2 xã: Vinh Xuân, Vinh Thanh) và Hương Thủy thành huyện Hương Phú.
- Hợp nhất ba huyện Phong Điền, Quảng Điền, Hương Trà thành huyện Hương Điền.
- Hợp nhất hai huyện Triệu Phong, Hải Lăng thành huyện Triệu Hải.
- Hợp nhất hai huyện Lệ Thủy, Quảng Ninh thành huyện Lệ Ninh.
- Hợp nhất ba huyện Vĩnh Linh, Gio Linh, Cam Lộ thành huyện Bến Hải.
- Sáp nhập huyện Minh Hóa vào huyện Tuyên Hóa (trừ 9 xã: Văn Hóa, Phù Hóa, Cánh Hóa, Tiến Hóa, Mai Hóa, Châu Hóa, Ngư Hóa, Cao Hóa, Quảng Hóa).
- Sáp nhập 9 xã: Văn Hóa, Phù Hóa, Cánh Hóa, Tiến Hóa, Mai Hóa, Châu Hóa, Ngư Hóa, Cao Hóa, Quảng Hóa của huyện Tuyên Hóa vào huyện Quảng Trạch.
- Sáp nhập xã Hướng Lập của huyện Vĩnh Linh vào huyện Hướng Hóa.

Tỉnh Bình Trị Thiên có thành phố Huế (tỉnh lỵ), 2 thị xã: Đông Hà, Đồng Hới và 11 huyện: A Lưới, Bến Hải, Bố Trạch, Hương Điền, Hướng Hóa, Hương Phú, Lệ Ninh, Phú Lộc, Quảng Trạch, Triệu Hải, Tuyên Hóa.
Ngày 30 tháng 6 năm 1989, Quốc hội ban hành Nghị quyết về việc chia tỉnh Bình Trị Thiên thành 3 tỉnh mới lấy tên là tỉnh Quảng Bình, tỉnh Quảng Trị và tỉnh Thừa Thiên Huế.
- Tỉnh Quảng Bình có thị xã Đồng Hới (tỉnh lỵ) và 4 huyện: Bố Trạch, Lệ Ninh, Quảng Trạch, Tuyên Hóa.
- Tỉnh Quảng Trị có thị xã Đông Hà (tỉnh lỵ) và 3 huyện: Bến Hải, Hướng Hóa, Triệu Hải.
- Tỉnh Thừa Thiên Huế có thành phố Huế (tỉnh lỵ) và 4 huyện: A Lưới, Hương Điền, Hương Phú, Phú Lộc.

## Văn hóa
- Bình Trị Thiên khói lửa của Nguyễn Văn Thương.